# Cléopâtre (opera)
Cléopâtre è un'opera in quattro atti di Jules Massenet su libretto francese di Louis Payen. Fu eseguita per la prima volta all'Opéra de Monte-Carlo il 23 febbraio 1914, quasi due anni dopo la morte di Massenet.

## Storia
Cléopâtre è una delle tre opere di Massenet che sarà presentata in anteprima postuma; le altre sono Panurge (1913) e Amadis (1922). Il lavoro ha visto una ripresa limitata dalla sua prima e ha una modesta storia di incisioni moderne.

## Storia delle esecuzioni
Sebbene l'opera sia stata scritta per il mezzosoprano Lucy Arbell, il ruolo di Cleopatra è stato creato dal soprano Marija Nikolaevna Kuznecova. La Chicago Opera Association presentò la prima esecuzione americana il 10 gennaio 1916 con la Kuznecova. La prima di New York fu il 23 gennaio 1919 con Mary Garden. Fu ripresa al Festival di Massenet a Saint-Étienne nel 1990 con Kathryn Harries nel ruolo principale. Questa produzione ha prodotto una registrazione dal vivo (etichetta Koch Schwann). New York vide un rilancio di Cléopâtre il 26 giugno 1997 dall'Opera Manhattan all'Alice Tully Hall con Marion Capriotti nel ruolo della protagonista (avendo sostituito Florence Quivar all'ultimo minuto), diretta da Gabriel Guimarães. Nel 2004 venne eseguita una versione da concerto al Liceu di Barcellona con Montserrat Caballé. Una esecuzione in concerto diretta da Vladimir Fedoseev, nell'ambito del Festival di Pentecoste di Salisburgo nel 2012, vide Sophie Koch nel ruolo della protagonista, Ludovic Tézier nei panni di Marc-Antoine e Véronique Gens nei panni di Ottavia.

## Ruoli
| Ruolo | Registro voce | Cast della prima, 23 febbraio 1914 (Direttore: Léon Jehin) |
| --- | ------------- | ---------------------------------------------------------- |
| Cléopâtre | mezzosoprano  | Marija Nikolaevna Kuznecova                                |
| Marc-Antoine | baritono      | Alfred Maguénat                                            |
| Octavie | soprano       | Lilian Grenville                                           |
| Spakos | tenore        | Charles Rousselière                                        |
| Amnhès | baritono      | Pierre Clauzure                                            |
| Charmion | soprano       | Carton                                                     |
| Ennius | baritono      | Feiner                                                     |
| Sévérus | baritono      | Ghastau                                                    |
| L'Esclave de la Porte | baritono      | Gasparini                                                  |
| Adamos | ballerino     | Magliani                                                   |
| Una voce | baritono      | Lozé                                                       |
| Octave | silenzioso    |                                                            |
| Coro: Capi e soldati romani, schiavi greci ed egiziani, corteo nuziale, folla nella taverna, seguaci di Cléopâtre; Ballerini - schiavi, Lidi, Caldei, Frigi, Amazzoni, Sciti, giocolieri della taverna. |               |                                                            |

## Trama
La storia riguarda l'amore sfortunato di Cleopatra e Marco Antonio. Marco Antonio vede Cleopatra per la prima volta dopo la conquista dell'Egitto ed è immediatamente rapito dalla sua bellezza. Ignorando i suoi obblighi a Roma, Marco Antonio va con Cleopatra e, anche dopo essere tornato per mantenere la sua promessa di matrimonio con Ottavia, viene attirato dalla lussuria e dalla gelosia. Gli viene riferito, falsamente, che Cleopatra è stata uccisa; Marco Antonio si getta sulla sua stessa spada e viene quindi portato da Cleopatra. Mentre lo vede morire al suo fianco, ella estrae un serpente velenoso da un cesto di frutta e se lo stringe forte al seno.

### Arie note
- Atto 3 – Cléopâtre: "J'ai versé le poison dans cette coupe d'or"